# AM-1
AM-1 ist ein rund 400.000 Lichtjahre entfernter Kugelsternhaufen des äußeren Halos im Sternbild Horologium. Der Kugelsternhaufen wurde 1975 im Rahmen des ESO/Uppsala Surveys erstmals von Holmberg katalogisiert; Lauberts berichtete kurz darauf von der außergewöhnlichen Entfernung. Seine heute gebräuchliche Bezeichnung geht auf eine spätere Untersuchung von Arp und Madore zurück.